# Condado de Lake (Míchigan)
El condado de Lake (en inglés: Lake County, Míchigan), fundado en 1840, es uno de los 83 condados del estado estadounidense de Míchigan. En el año 2000 tenía una población de 11.333 habitantes con una densidad poblacional de 8 personas por km². La sede del condado es Baldwin.

## Geografía
Según la Oficina del Censo, el condado tiene un área total de 1489 km² (574,9 mi²), de la cual 1469 km² (567,2 mi²) es tierra y 18 km² (6,9 mi²) es agua.

## Condados adyacentes
- Condado de Manistee noroeste
- Condado de Wexford noreste
- Condado de Osceola este
- Condado de Newaygo sur
- Condado de Mason oeste

## Demografía
En el 2000 la renta per cápita promedia del condado era de $26,622, y el ingreso promedio para una familia era de $32,086. El ingreso per cápita para el condado era de $14,457. En 2000 los hombres tenían un ingreso per cápita de $30,194 frente a los $21,886 que percibían las mujeres. Alrededor del 19.40% de la población estaba bajo el umbral de pobreza nacional.

## Lugares

### Villas
- Baldwin
- Luther

### Comunidades no incorporadas
- Idlewild

### Municipios
| - Municipio de Chase - Municipio de Cherry Valley - Municipio de Dover - Municipio de Eden | - Municipio de Elk - Municipio de Ellsworth - Municipio de Lake - Municipio de Sauble | - Municipio de Newkirk - Municipio de Peacock - Municipio de Pinora - Municipio de Pleasant Plains | - Municipio de Sweetwater - Municipio de Webber - Municipio de Yates |

### Principales carreteras
- US 10
- M-37